# François Codet
Pour les articles homonymes, voir Codet.
François Codet est un homme politique français né le 13 avril 1903 à Saint-Brieuc et mort le 31 octobre 1962 à Bois-Guillaume.

## Mandats
- Député de la première circonscription de la Seine-Maritime (1962)